# Liste der denkmalgeschützten Objekte in Sankt Veit im Pongau
Die Liste der denkmalgeschützten Objekte in Sankt Veit im Pongau enthält die 8 denkmalgeschützten, unbeweglichen Objekte der Gemeinde Sankt Veit im Pongau.

## Denkmäler
| Foto |                 | Denkmal                                                                      | Standort                                        | Beschreibung | Metadaten |
| ---- | --------------- | ---------------------------------------------------------------------------- | ----------------------------------------------- | --- | --- |
| ja   | Datei hochladen | Pfarrachsteinkapelle HERIS-ID: 28322 Objekt-ID: 24881                        | Standort KG: Oberlehen                          | Die Pfarrachsteinkapelle (auch Pfarriachsteinkapelle) ist um 1523 von Bergknappen errichtet worden. Sie hat ein bemerkenswertes spätbarockes Inventar und wurde 1977 sowie 2003 restauriert. | BDA-Hist.: Q37919338 Status: § 2a Stand der BDA-Liste: 2025-06-30 Name: Pfarrachsteinkapelle GstNr.: 541 Pfarrachsteinkapelle                                   |
| ja   | Datei hochladen | Bauernhof (Anlage), Wimmgut HERIS-ID: 28395 Objekt-ID: 24969                 | St. Veiter-Straße 45 Standort KG: Schwarzach II | | BDA-Hist.: Q37919703 Status: § 2a Stand der BDA-Liste: 2025-06-30 Name: Bauernhof (Anlage), Wimmgut GstNr.: .94/1                                               |
| ja   | Datei hochladen | Kapelle der Lungenheilstätte hl. Kreuz HERIS-ID: 28343 Objekt-ID: 24907      | Standort KG: Schwarzach II                      | → Hauptartikel : Heilig-Kreuz-Kapelle im Grafenhof f1 | BDA-Hist.: Q977681 Status: § 2a Stand der BDA-Liste: 2025-06-30 Name: Kapelle der Lungenheilstätte hl. Kreuz GstNr.: .50 Landesklinik Sankt Veit im Pongau      |
| ja   | Datei hochladen | Pfarrhof HERIS-ID: 28326 Objekt-ID: 24885                                    | Markt 1 Standort KG: St. Veit                   | Der dreigeschoßige Pfarrhof südlich unterhalb der Kirche ist im Kern spätmittelalterlich und wurde 1753 umgebaut. | BDA-Hist.: Q37919362 Status: § 2a Stand der BDA-Liste: 2025-06-30 Name: Pfarrhof GstNr.: .27 Pfarrhof Sankt Veit im Pongau                                      |
| ja   | Datei hochladen | Mesnerhaus HERIS-ID: 28328 Objekt-ID: 24887                                  | Markt 3 Standort KG: St. Veit                   | Das Mesnerhaus mit gemauertem Untergeschoß ist mit 1776 bezeichnet. | BDA-Hist.: Q37919378 Status: § 2a Stand der BDA-Liste: 2025-06-30 Name: Mesnerhaus GstNr.: .29 Mesnerhaus Sankt Veit im Pongau                                  |
| ja   | Datei hochladen | Verwalterhaus, Steinwendthaus, Obermairhaus HERIS-ID: 28337 Objekt-ID: 24899 | Markt 10 Standort KG: St. Veit                  | | BDA-Hist.: Q37919428 Status: § 57-Mandatsbescheid Stand der BDA-Liste: 2025-06-30 Name: Verwalterhaus, Steinwendthaus, Obermairhaus GstNr.: .3/1 Steinwendthaus |
| ja   | Datei hochladen | Bauernhaus, Heimatmuseum; Wallnergut HERIS-ID: 28350 Objekt-ID: 24915        | Museumsweg 1 Standort KG: St. Veit              | → Hauptartikel : Seelackenmuseum f1 | BDA-Hist.: Q37919457 Status: § 2a Stand der BDA-Liste: 2025-06-30 Name: Bauernhaus, Heimatmuseum; Wallnergut GstNr.: 45 Seelackenmuseum                         |
| ja   | Datei hochladen | Kath. Pfarrkirche hl. Vitus HERIS-ID: 28325 Objekt-ID: 24884                 | Standort KG: St. Veit                           | Die Pfarrkirche steht, von Friedhof und Mauer umgeben, im Westen des Marktplatzes. Der im Kern romanische Bau wurde nach einem Brand im Jahr 1334 zu einer vierschiffigen Basilika umgebaut und erweitert. Der vorgestellte Westturm wurde 1730 erhöht und erhielt einen Doppelzwiebelhelm. Dem südlichen Teil der Westfassade ist die Schernbergkapelle mit etlichen Grabsteinen vorgelagert. Im Langhaus sind Malereien des 14. Jahrhunderts und Reste gotischer Fresken erhalten. Der Säulenhochaltar stammt aus der Mitte des 17. Jahrhunderts, die Altäre an den Ostwänden der Seitenschiffe aus der Zeit um 1750. | BDA-Hist.: Q37919348 Status: § 2a Stand der BDA-Liste: 2025-06-30 Name: Kath. Pfarrkirche hl. Vitus GstNr.: .26 Veitskirche (Sankt Veit im Pongau)              |